# Državna cesta D51
Die Državna cesta D51 (kroatisch für ,Nationalstraße D51‘) ist eine Nationalstraße in Kroatien.

## Verlauf
Die Državna cesta D51 führt von der Anschlussstelle Nova Gradiška der Autobahn Autocesta A3 in zunächst nördlicher Richtung an Nova Gradiška östlich vorbei, biegt bei Banicevac nach Osten ab und trifft rund 8 km westlich von  Požega auf die Državna cesta D38, mit der sie bis Požega gemeinsam verläuft. An dessen Ostrand trennt sie sich von der D38 und verläuft durch die Požeška kotlina nach Gradište, wo sie auf Državna cesta D53 trifft und endet.
Die Länge der Straße beträgt 50,3 km.